# アントニオ・フローロ・フローレス
アントニオ・フローロ・フローレス (Antonio Floro Flores、1983年6月18日 - ) は、イタリア・カンパニア州ナポリ出身の元サッカー選手。現役時代のポジションはFW。

## 経歴
SSCナポリにてプロキャリアをスタートし、2001年1月のASローマ戦にてセリエAデビューを果たす。2004年に、財政状況の悪化していたセリエBのペルージャ・カルチョへ移籍。クラブが破産すると、ACアレッツォへ移籍した。
アレッツォで得点源として活躍したが、2006-07シーズンにセリエC1降格が決まると、2007-08シーズンからセリエAのウディネーゼ・カルチョへ引き抜かれる。アントニオ・ディ・ナターレやファビオ・クアリャレッラ、シモーネ・ペペなど前線にタレントが揃っていたため、定位置確保には至らなかった。
2011年1月にジェノアCFCへレンタル移籍。2010-11シーズン後半は18試合で10得点を記録した。2012-13シーズンはジャンパオロ・ポッツォがオーナーを務めるもう一つのクラブであるリーガ・エスパニョーラのグラナダCFへレンタルで移籍したが、冬の移籍期間にウディネーゼへ戻り、直後にジェノアへ移籍した。
2016年2月1日、USサッスオーロ・カルチョからACキエーヴォ・ヴェローナにローンで加入した。アルベルト・パロスキの後釜を務め、シーズン終了後には買い取り義務が履行された。
2017年1月20日、セリエBのFCバーリ1908へレンタルで加入。同年7月13日には再びローンとなることが発表された。
2018年9月6日にセリエCのカゼルターナFCへの移籍が発表された。

## 人物
夫人との間に3人の子供があり、2014年3月にはチルクムヴェスヴィアーナ鉄道の駅で置き去りにされた生後間もない男児を養子として引き取った。